# Vîsoka Pici, Jîtomîr
Vîsoka Pici (în ucraineană Висока Піч) este localitatea de reședință a comunei Vîsoka Pici din raionul Jîtomîr, regiunea Jîtomîr, Ucraina.

## Demografie
Componența lingvistică a localității Vîsoka Pici
     Ucraineană (91,01%)
     Rusă (8,57%)
     Alte limbi (0,19%)
Conform recensământului din 2001, majoritatea populației localității Vîsoka Pici era vorbitoare de ucraineană (91,01%), existând în minoritate și vorbitori de rusă (8,57%).